# Jack Delano

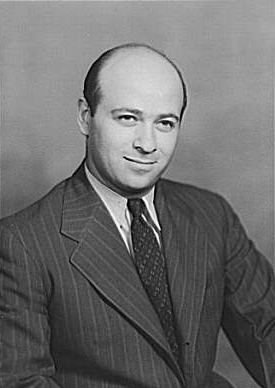
Jack Delano

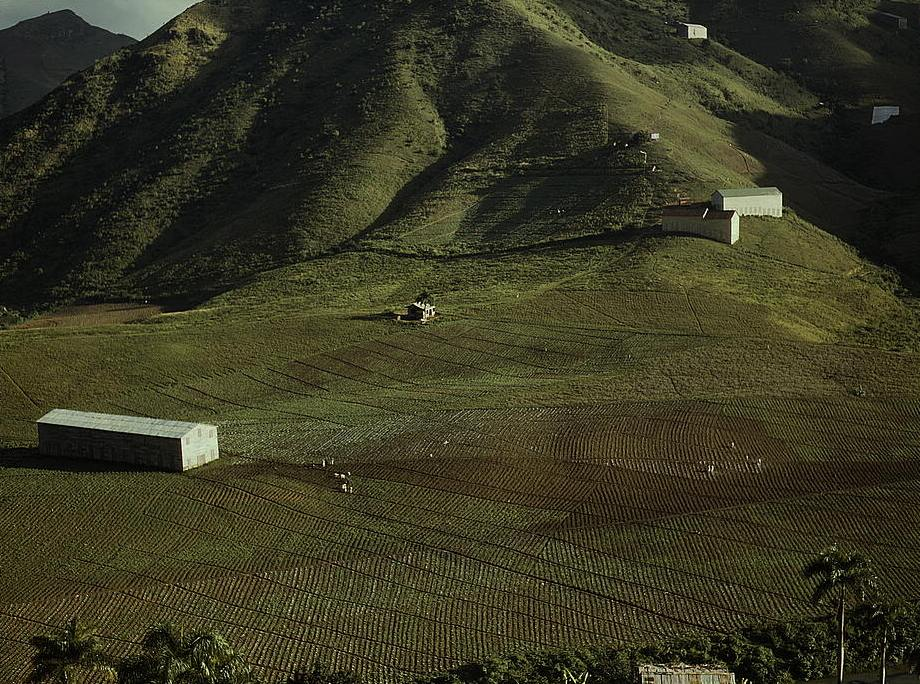
Tabakplantage auf Puerto Rico 1941

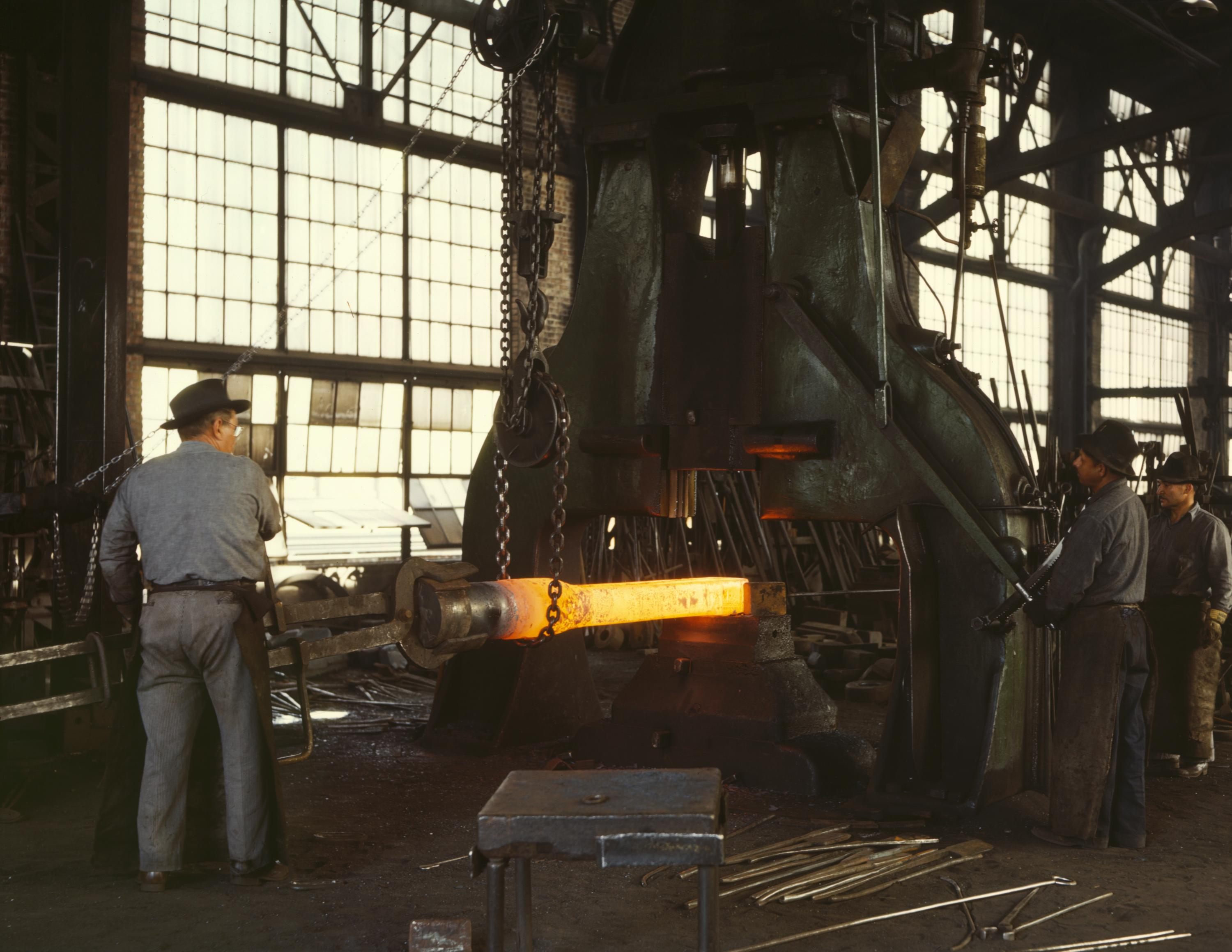
Arbeiter in der Werkstatt der ATSF 1943

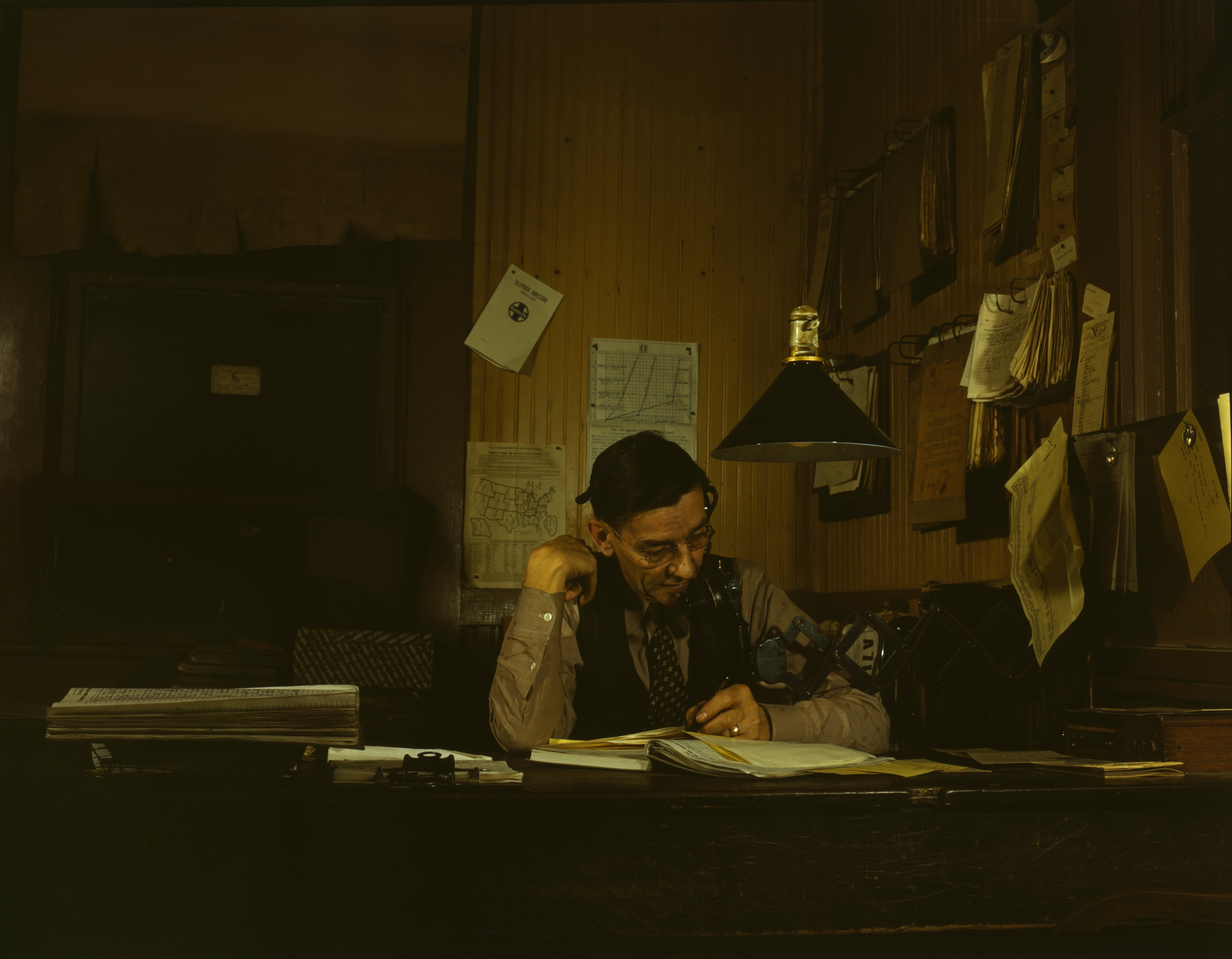
Yardmaster, Amarillo Texas, 1943

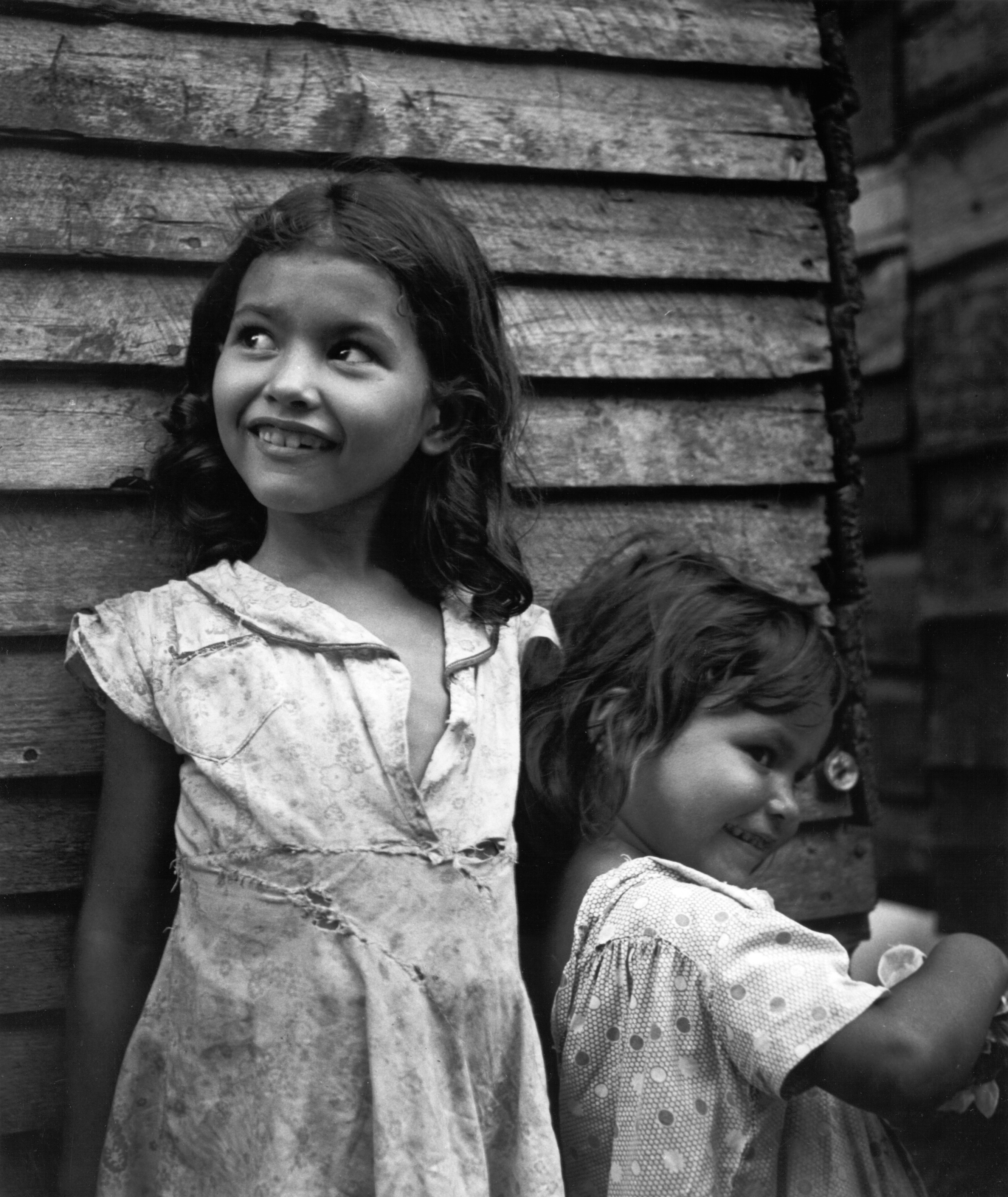
Slum-Mädchen in Utuado, Puerto Rico (1942)

Jack Delano (* 1. August 1914 in Woroschilowka als Jakob Oftscharow, Ukraine; † 12. August 1997 in Puerto Rico) war ein amerikanischer Fotograf und Komponist. Bekannt wurde er für seine Fotos für die Farm Security Administration (FSA) sowie seine Kompositionen unter Nutzung puerto-ricanischer Folklore. Er war Mitglied der Photo League in New York. Die Photo League war eine Organisation von Fotografen in New York City, die sich der Dokumentation des Lebens in den Arbeitervierteln widmete. Sie wurde 1936 gegründet und bot ihren Mitgliedern Schulungen, Ausstellungsräume und eine Plattform für den Austausch über soziale und kreative Themen. Die Photo League spielte eine wichtige Rolle bei der Entwicklung der sozialdokumentarischen Fotografie in den USA.

## Leben
Jack Delano wurde in Woroschilowka in der Ukraine als Jakob Oftscharow geboren. Im Juli 1923 wanderte er mit seinen Eltern und seinem jüngeren Bruder an Bord der Homeric in die Vereinigten Staaten aus. Von 1924 bis 1935 studierte er Viola und Komposition an der Settlement Music School in Philadelphia sowie Solfège am Curtis Institute. Durch ein Kunst-Stipendium konnte er ab 1932 bis 1937 an der Pennsylvania Academy of the Fine Arts Illustration studieren. Während einer Europa-Studienreise durch ein Cresson-Stipendium erwarb er eine Fotokamera und begann sich für die Fotografie zu interessieren.
Nach dem Ende des Studiums arbeitete er zunächst als freischaffender Fotograf und Dokumentarfilmer. Ein Fotoprojekt reichte er beim Federal Arts Program der Works Progress Administration ein. Er dokumentierte den illegalen Anthrazit-Bergbau in Schuylkill County in Pennsylvania. Der Leiter der Farm Security Administration Roy Stryker wurde auf seine Arbeiten aufmerksam und machte Delano 1940 ein Vertragsangebot als Fotograf für ein Gehalt von 2.300 Dollar im Jahr. 1941 reiste er im Rahmen eines FSA-Projektes nach Puerto Rico. Diese Reise führte dazu, dass er ab 1946 seinen Wohnsitz auf der Insel nahm. Ab November 1942 fotografierte er unter anderem den Güterverkehr auf der Atchison, Topeka and Santa Fe Railway und der Chicago and North Western Railway. Bekannt sind vor allem seine Farbaufnahmen der Bahnarbeiter aus dieser Zeit. 1943 wurde Delano schließlich einberufen. Während seiner Militärzeit war er im Südpazifik und Südamerika unterwegs.
Im Auftrag der Guggenheim Memorial Foundation schuf er ab 1946 eine Fotodokumentation über die Lebensbedingungen auf Puerto Rico. Aufgrund ihrer Freundschaft mit Luis Muñóz Marín, dem späteren Gouverneur der Insel, begannen sie sich im Kampf gegen den Analphabetismus einzusetzen. Er produzierte von 1946 bis 1952 gemeinsam mit seiner Frau Irene für die Volksbildungbehörde sieben Filme, bei einigen verfasste er das Drehbuch. Nach dem Ende seiner Tätigkeit begann er sich für die Volkskunst und Volksmusik auf Puerto Rico zu interessieren. Von 1957 bis 1969 war er stellvertretender Programmdirektor beim Radiosender WIPR.
Ab Ende der 1950er Jahre begann er verstärkt mit seiner kompositorischen Arbeit. Sein musikalisches Werk umfasst verschiedenste Formen. Er schrieb Orchesterwerke, Ballette, Kammermusiken, Choräle und Sololieder. In seiner Arbeit nutzte er vielfach die Texte seines Freundes und Mitarbeiters Tomás Blanco.
Zusammen mit Blanco und seiner Ehefrau gab er ab 1970 Kinderbücher heraus, die er illustrierte. Nach dem Tod seiner Frau 1982 begann er zu Reisen, um seine Fotografien auszustellen und seine musikalischen Werke aufzuführen.

## Werke
Orchester
- Ofrenda Musical für Viola, Horn und Streicher (1959)
- El sabio Doctor Mambú, Kinderballett (1962)
- Concertino classico für C-Trompete und kleines Orchester (1968)
- Sinfonietta für Streichorchester (1983)

Kammer- und Instrumentalmusik
- Sonate in A-Moll für Viola und Piano (1953)
- Sonate für Violine (1960)
- Sonatine für Flöte (1965)
- Streichquartett (1984)
- Tres preludios für Piano (1985)

Gesang
- Esta luna es mía für Sopran, Frauenchor und Piano (1962); Text von José P.H. Hernández
- Me voy a Ponce für gemischten Chor (1965); Text von José Agustín Balseiro
- Tres cancioncitas del mar für mittlere Stimmen und Piano (1969); Texte von Nimia Vicéns, Ester Feliciano Mendoza und Carmelina Vizcarrondo
- Cuatro sones de la tierra für Sänger und Piano (1974); Texte von Tomás Blanco
- Pétalo de rosa, Suite für Kinderchor (1993)

Drehbücher
- Los Peloteros (1953) (Film über arme puerto-ricanische Kinder und ihre Begeisterung zum Baseball)

Bücher
- Tenants of the almighty (1943)
- Portrait of a decade (1972)
- In this proud land (1973)
- A vision shared (1976)
- The iron horse at war (1977)
- Puerto Rico Mio: Four Decades of Change in Photographs (1990), ISBN 978-0-87474-389-0
- En busca del Maestro Rafael Cordero/In search of The Master Rafael Cordero (1994), ISBN 978-0-8477-0080-6
- Superfortress over Japan: Twenty-Four Hours With a B-29: 24 with a B-29 Field (1996), ISBN 978-0-87938-976-5
- That’s Life / Así es la vida (1996), ISBN 978-0-8477-0247-3
- Photographic Memories: The Autobiography of Jack Delano (1997), ISBN 978-1-56098-741-3
- Cuatro sones de la tierra: Laura Virella, Mezzosopran, Nathaniel LaNasa, Piano